# Belize Amateur Radio Club
Der Belize Amateur Radio Club (kurz: BARC, deutsch „Funkamateur-Club von Belize“) ist die nationale Vereinigung der Funkamateure in Belize.

## Geschichte
Nachdem sich der Vorläuferverband gleichen Namens aufgelöst hatte, wurde der Verband im Jahr 2015 neu gegründet. Zweck ist die Förderung des Spaßes am Hobby Funktechnik und des Experimentierens mit elektromagnetischen Wellen, der Ausbau der technischen Ausbildung von Schülern sowie der Aufbau internationaler Partnerschaften und Vertiefung der Völkerverständigung.
Im Mai 2017 wurde der BARC das 167. Mitglied der International Amateur Radio Union (IARU Region 2), also der internationalen Vereinigung von Amateurfunkverbänden. Er vertritt dort die Interessen der Funkamateure des Landes.